# Yodogawa
Yodogawa (淀川区 Yodogawa-ku?) es un barrio de la ciudad de Osaka, en la prefectura de Osaka, Japón. En julio de 2019 tenía una población estimada de 181 765 habitantes y una densidad de población de 14 380 personas por km². Su área total es de 12,64 km².

## Demografía
Según datos del censo japonés, la población de Yodogawa ha aumentado en los últimos años.
| Año del censo | Población |
| ------------- | --------- |
| 1995          | 162.022   |
| 2000          | 163.370   |
| 2005          | 169.222   |
| 2010          | 172.078   |
| 2015          | 176.201   |